# La Celle-sous-Gouzon
Pour les articles homonymes, voir La Celle.
La Celle-sous-Gouzon est une commune française située dans le département de la Creuse, en région Nouvelle-Aquitaine.

## Géographie

### Généralités

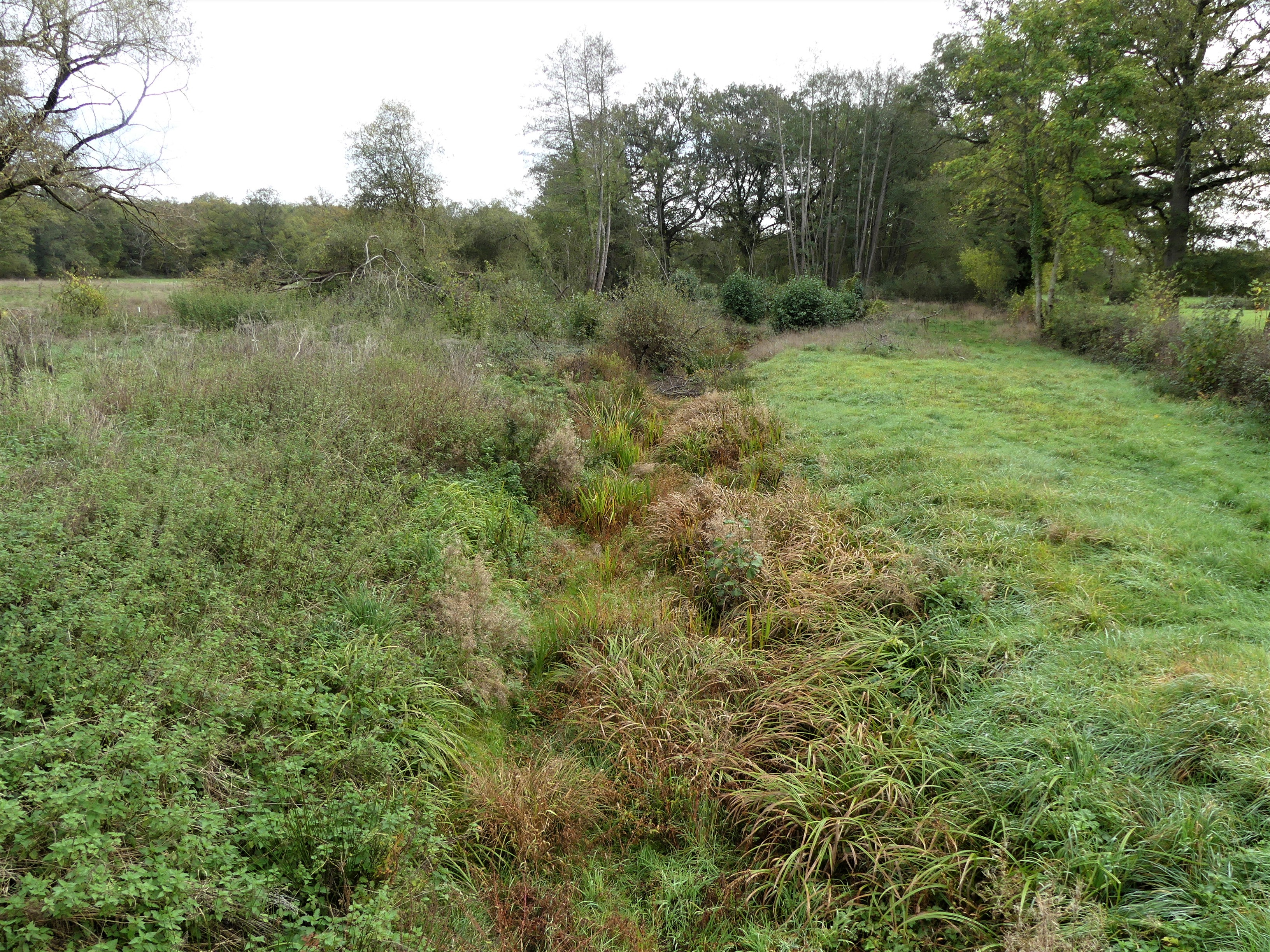
Le lit à sec du ruisseau du Grand Varaine au sud du lieu-dit Manerbe.

La commune de La Celle-sous-Gouzon est située dans le quart nord-est du département de la Creuse. Elle est arrosée par le ruisseau du Grand Varaine (autre nom du Signollet), affluent de la Goze, ainsi que par ses affluents, le ruisseau du Petit Varaine, le Mardallou — également appelé ruisseau de Tiolet dans sa partie amont — et le ruisseau de Rognollet.
L'altitude minimale avec 373 ou 375 mètres se trouve localisée au sud-est, près du lieu-dit les Bétous, là où le Mardallou quitte la commune et entre sur le territoire de Gouzon. L'altitude maximale avec 438 mètres est située dans le nord-est, près du territoire de la commune de Trois-Fonds, au nord-est du lieu-dit Chante-Grue.
Traversé par la route départementale (RD) 40, le petit bourg de La Celle-sous-Gouzon est situé, en distances orthodromiques, trois kilomètres au nord-ouest de Gouzon, 29 kilomètres au nord d'Aubusson, la sous-préfecture, et 26 kilomètres à l'est de Guéret, la préfecture.
Au sud-ouest, la RD 100 borde sur 550 mètres le territoire communal. Le nord-ouest de la commune est traversé par la ligne ferroviaire de Montluçon à Saint-Sulpice-Laurière dont la gare la plus proche est celle de Parsac – Gouzon, à quatre kilomètres au sud-ouest du bourg par la route.

### Communes limitrophes
La Celle-sous-Gouzon est limitrophe de cinq autres communes.
| Domeyrat         | Saint-Silvain-sous-Toulx | Trois-Fonds |
|                  | La Celle-sous-Gouzon     |             |
| Parsac-Rimondeix |                          | Gouzon      |

### Climat
Pour des articles plus généraux, voir Climat de la Nouvelle-Aquitaine et Climat de la Creuse.
Historiquement, la commune est exposée à un climat montagnard.  
En 2020, Météo-France publie une typologie des climats de la France métropolitaine dans laquelle la commune est exposée à un climat de montagne et est dans la région climatique  Ouest et nord-ouest du Massif Central, caractérisée par une pluviométrie annuelle de 900 à 1 500 mm, maximale en automne et en hiver.
Pour la période 1971-2000, la température annuelle moyenne est de 11,1 °C, avec une amplitude thermique annuelle de 14,9 °C. Le cumul annuel moyen de précipitations est de 864 mm, avec 11,5 jours de précipitations en janvier et 7,3 jours en juillet. Pour la période 1991-2020, la température moyenne annuelle observée sur la station météorologique la plus proche, située sur la commune de Boussac à 15 km à vol d'oiseau, est de 11,0 °C et le cumul annuel moyen de précipitations est de 896,4 mm,. Pour l'avenir, les paramètres climatiques de la commune estimés pour 2050 selon différents scénarios d'émission de gaz à effet de serre sont consultables sur un site dédié publié par Météo-France en novembre 2022.

### Milieux naturels et biodiversité

#### Espaces protégés
La protection réglementaire est le mode d’intervention le plus fort pour préserver des espaces naturels remarquables et leur biodiversité associée.
Aucune aire protégée ne concerne le territoire communal.

#### Réseau Natura 2000
Le réseau Natura 2000 est un réseau écologique européen de sites naturels d'intérêt écologique élaboré à partir des directives habitats et oiseaux, constitué de zones spéciales de conservation (ZSC) et de zones de protection spéciale (ZPS).
Aucun site Natura 2000 n'a été défini sur la commune.

#### Zones naturelles d'intérêt écologique, faunistique et floristique

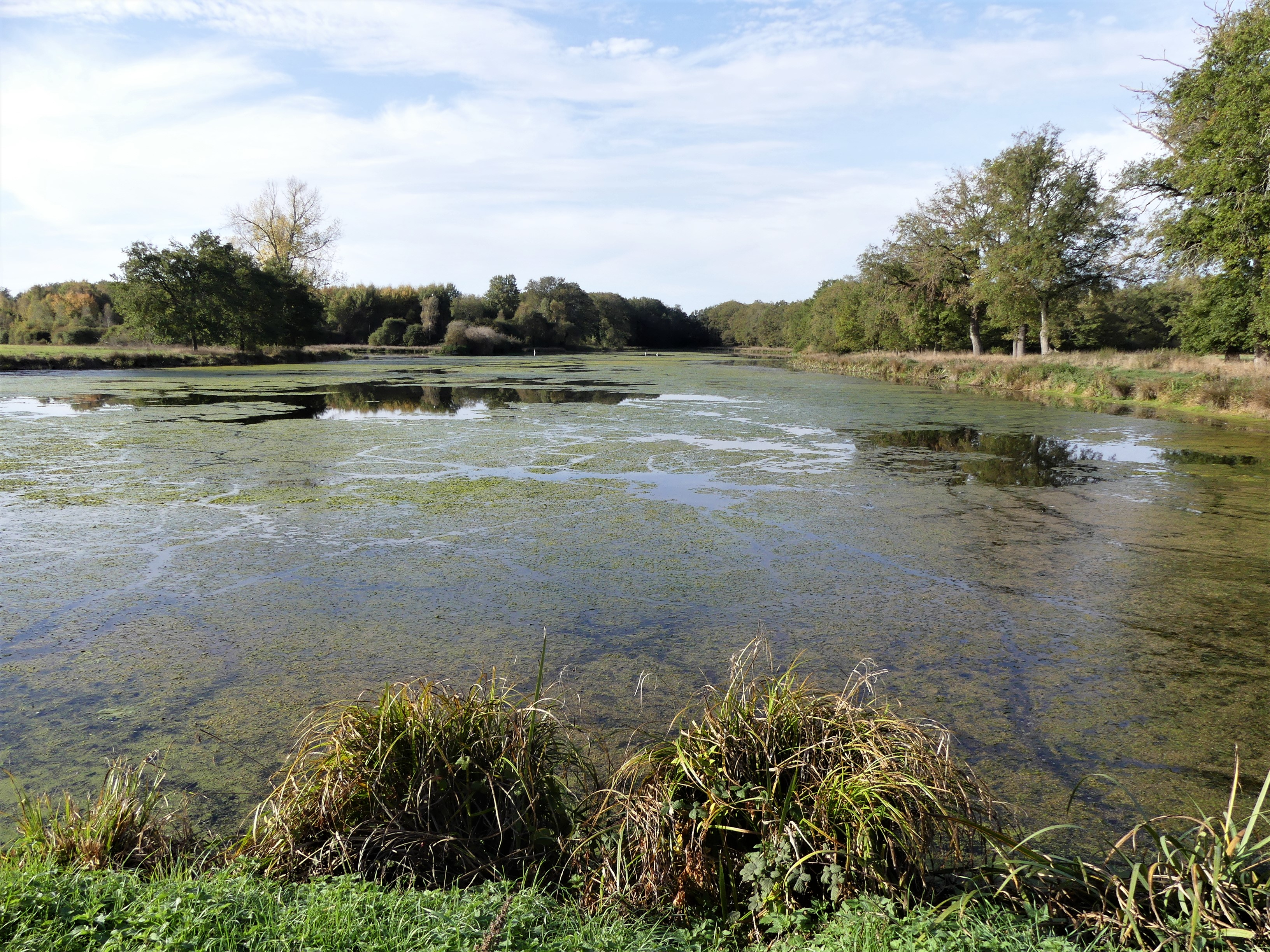
L'étang de Tiolet à l'ouest de la RD 40.

L'inventaire des zones naturelles d'intérêt écologique, faunistique et floristique (ZNIEFF) a pour objectif de réaliser une couverture des zones les plus intéressantes sur le plan écologique, essentiellement dans la perspective d’améliorer la connaissance du patrimoine naturel national et de fournir aux différents décideurs un outil d’aide à la prise en compte de l’environnement dans l’aménagement du territoire.
En 2023, une ZNIEFF est recensée sur la commune d’après l'INPN.
Le site « Étang et prairies humides de Tiolet » est une zone naturelle d'intérêt écologique, faunistique et floristique (ZNIEFF) de type 1 qui s'étend sur 95 hectares du bassin versant du Mardallou, affluent du Signollet ; elle est située à 88 % sur le territoire de La Celle-sous-Gouzon, le reste étant sur celui de Gouzon.
Ce site est remarquable par la présence de quinze espèces déterminantes d'animaux (deux libellules et treize oiseaux) et sept de plantes phanérogames.

## Urbanisme

### Typologie
Au 1er janvier 2024, La Celle-sous-Gouzon est catégorisée commune rurale à habitat très dispersé, selon la nouvelle grille communale de densité à 7 niveaux définie par l'Insee en 2022.
Elle est située hors unité urbaine et hors attraction des villes,.

### Occupation des sols
L'occupation des sols de la commune, telle qu'elle ressort de la base de données européenne d’occupation biophysique des sols Corine Land Cover (CLC), est marquée par l'importance des territoires agricoles (93,1 % en 2018), une proportion sensiblement équivalente à celle de 1990 (93,6 %). La répartition détaillée en 2018 est la suivante : 
prairies (71 %), zones agricoles hétérogènes (19,3 %), forêts (6,9 %), terres arables (2,7 %). L'évolution de l’occupation des sols de la commune et de ses infrastructures peut être observée sur les différentes représentations cartographiques du territoire : la carte de Cassini (XVIIIe siècle), la carte d'état-major (1820-1866) et les cartes ou photos aériennes de l'IGN pour la période actuelle (1950 à aujourd'hui).

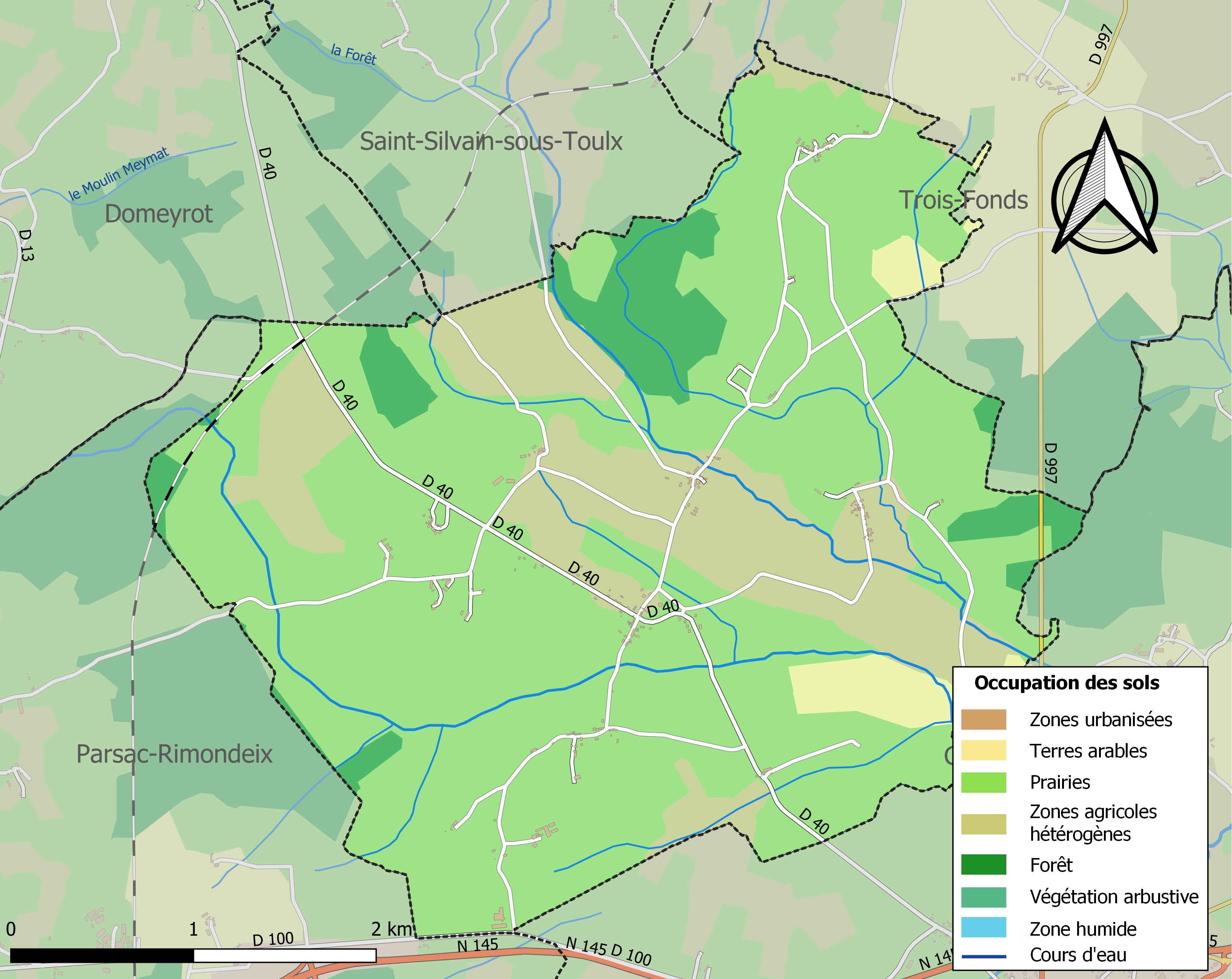
Carte des infrastructures et de l'occupation des sols de la commune en 2018 (CLC).

### Risques majeurs
Le territoire de la commune de La Celle-sous-Gouzon est vulnérable à différents aléas naturels : météorologiques (tempête, orage, neige, grand froid, canicule ou sécheresse) et séisme (sismicité faible). Il est également exposé à un risque particulier : le risque de radon. Un site publié par le BRGM permet d'évaluer simplement et rapidement les risques d'un bien localisé soit par son adresse soit par le numéro de sa parcelle.

#### Risques naturels

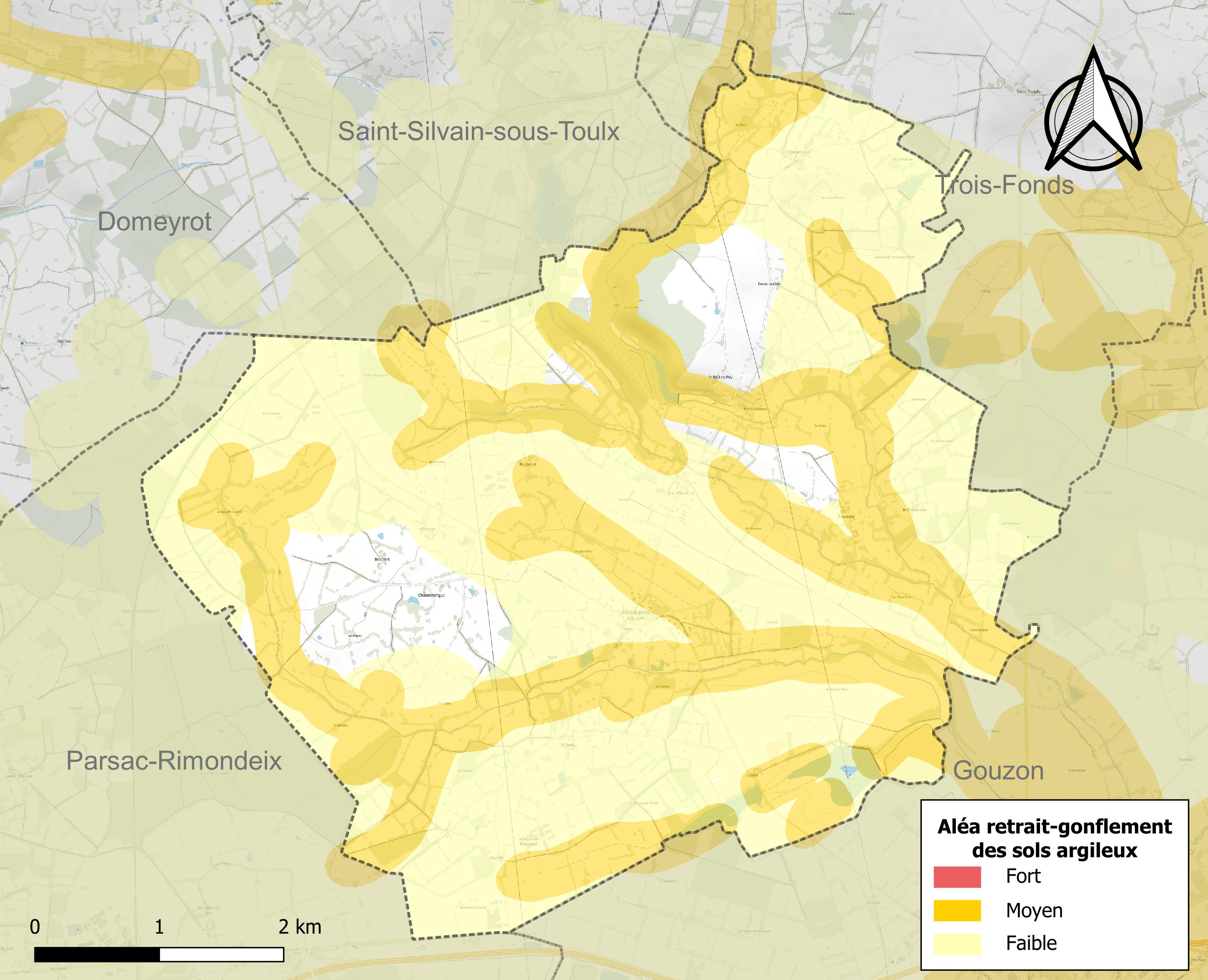
Carte des zones d'aléa retrait-gonflement des sols argileux de La Celle-sous-Gouzon.

Le retrait-gonflement des sols argileux est susceptible d'engendrer des dommages importants aux bâtiments en cas d’alternance de périodes de sécheresse et de pluie. 42,1 % de la superficie communale est en aléa moyen ou fort (33,6 % au niveau départemental et 48,5 % au niveau national). Sur les 100 bâtiments dénombrés sur la commune en 2019,  16 sont en aléa moyen ou fort, soit 16 %, à comparer aux 25 % au niveau départemental et 54 % au niveau national. Une cartographie de l'exposition du territoire national au retrait gonflement des sols argileux est disponible sur le site du BRGM,.
Par ailleurs, afin de mieux appréhender le risque d’affaissement de terrain, l'inventaire national des cavités souterraines permet de localiser celles situées sur la commune.
La commune a été reconnue en état de catastrophe naturelle au titre des dommages causés par les inondations et coulées de boue survenues en 1982 et 1999. Concernant les mouvements de terrains, la commune a été reconnue en état de catastrophe naturelle au titre des dommages causés par des mouvements de terrain en 1999.

#### Risque particulier
Dans plusieurs parties du territoire national, le radon, accumulé dans certains logements ou autres locaux, peut constituer une source significative d’exposition de la population aux rayonnements ionisants. Certaines communes du département sont concernées par le risque radon à un niveau plus ou moins élevé. Selon la classification de 2018, la commune de La Celle-sous-Gouzon est classée en zone 3, à savoir zone à potentiel radon significatif.

### Villages et lieux-dits
Les Barraques, Bosse-la-Cour, Bois-de-la-Corée, Bois-du-Puy, Bois-Vert, Chantegrue, Chantemergue, le Chaussidoux, Gladelle, Manaly, Manerbes, Petit-Varenne, Rognonet, la Spouze, Thiolet, Varenne.

## Toponymie
La première mention écrite connue du lieu se réfère à son église primitive Saint-Julien (ecclesia Sancti Juliani de Cella).
La mention de l'église suivante (Saint-Pierre) est relevée dans le cartulaire de l'abbaye d'Uzerche en l'an 1088 sous la forme Sancti Petri de Cella. Elle est attestée dans les documents de l'abbaye de Solignac en 1240 comme Grandi Cella, « La Celle en Bourbonnais » en 1630 et Cella prope Gouzon en 1723.
Sur la carte de Cassini représentant la France entre 1756 et 1789, le village est identifié sous le nom de la Celle.
La première partie du nom de la commune fait référence à un ermitage ou un petit monastère (en latin cella). La seconde partie correspond à la ville proche de Gouzon.
En occitan marchois, la commune porte le nom de La Cele de Gosom.

## Histoire
La première église du lieu, dédiée à saint Julien (ecclesia Sancti Juliani de Cella), pourrait dater de l'époque carolingienne. En 924, le prieuré simple d'hommes — qui avait pour patrons les mêmes saints que la paroisse — et l'église dépendaient de l'abbaye de Solignac. L'abbé de Solignac nommait le prieur.
Depuis le XIIIe siècle, Gouzon, La Celle-sous-Gouzon, Trois-Fonds, une partie du territoire de la commune de Lussat et deux villages (Fleuraget et les Banes) de la commune de Saint-Loup étaient des fiefs de la Marche dépendants des Bourbons et non pas de la maison des Lusignan, contrairement au reste du territoire.
En 1791, les biens de la cure et du prieuré sont vendus en tant que biens nationaux. L'année suivante, le curé meurt et, faute de prêtre, l'église est fermée ; elle ne rouvre qu'en 1860.

## Politique et administration

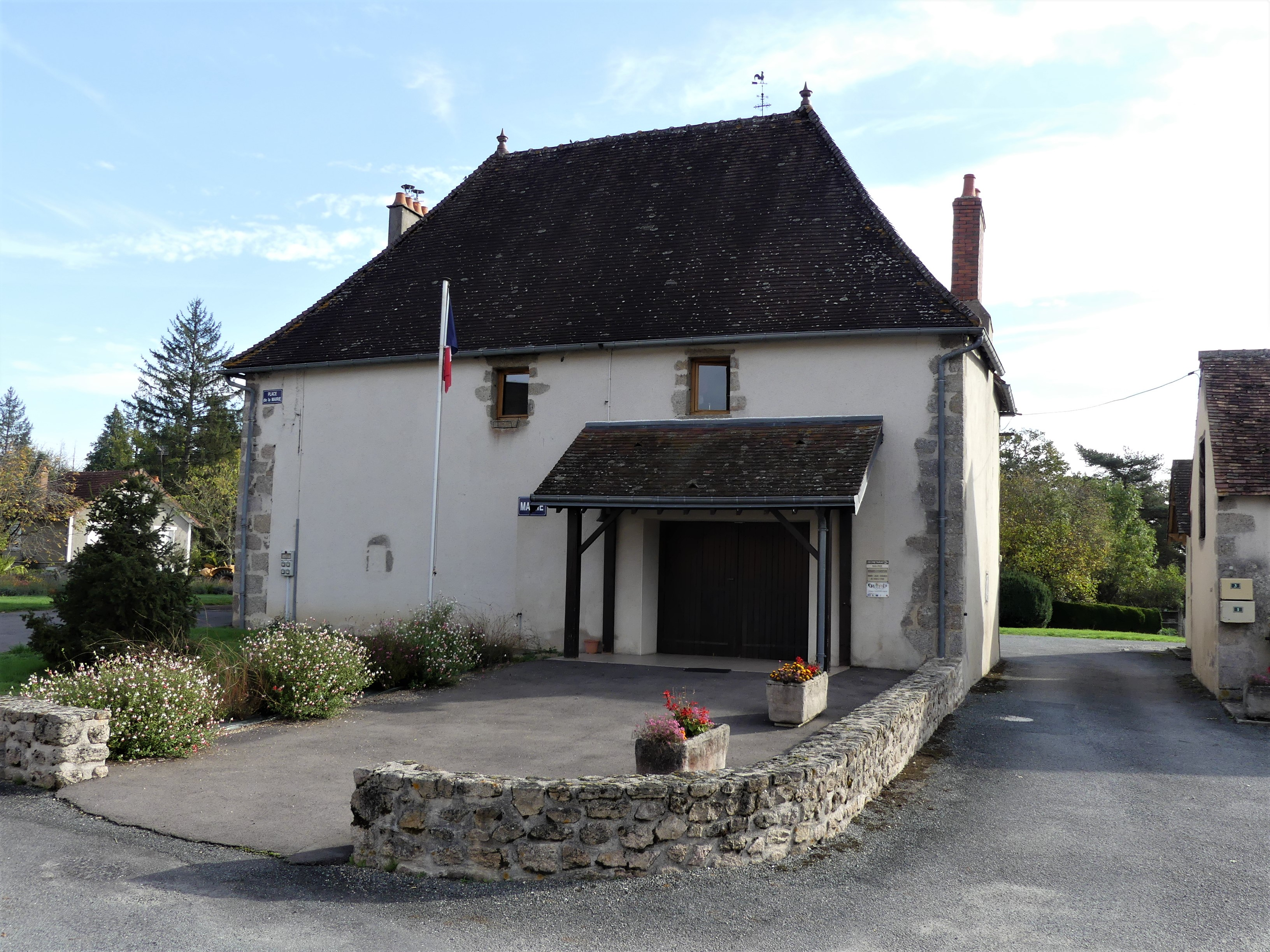
La mairie en 2022.

| Période                                  | Période  | Identité          | Étiquette | Qualité          |
| ---------------------------------------- | -------- | ----------------- | --------- | ---------------- |
| Les données manquantes sont à compléter. |          |                   |           |                  |
|                                          |          |                   |           |                  |
| mars 2001                                | 2008     | Raymond Maubert   |           |                  |
| mars 2008                                | 2014     | Pascal Guy        |           |                  |
| mars 2014                                | En cours | Michel Jouanneton | SE        | Salarié agricole |

## Démographie
L'évolution du nombre d'habitants est connue à travers les recensements de la population effectués dans la commune depuis 1793. Pour les communes de moins de 10 000 habitants, une enquête de recensement portant sur toute la population est réalisée tous les cinq ans, les populations de référence des années intermédiaires étant quant à elles estimées par interpolation ou extrapolation. Pour la commune, le premier recensement exhaustif entrant dans le cadre du nouveau dispositif a été réalisé en 2005.

En 2022, la commune comptait 159 habitants, en évolution de +6,71 % par rapport à 2016 (Creuse : −3,32 %, France hors Mayotte : +2,11 %).
| 1793 | 1800 | 1806 | 1821 | 1831 | 1836 | 1841 | 1846 | 1851 |
| ---- | ---- | ---- | ---- | ---- | ---- | ---- | ---- | ---- |
| 351  | 252  | 354  | 375  | 348  | 346  | 372  | 357  | 347  |

| 1856 | 1861 | 1866 | 1872 | 1876 | 1881 | 1886 | 1891 | 1896 |
| ---- | ---- | ---- | ---- | ---- | ---- | ---- | ---- | ---- |
| 340  | 307  | 310  | 333  | 343  | 387  | 391  | 407  | 401  |

| 1901 | 1906 | 1911 | 1921 | 1926 | 1931 | 1936 | 1946 | 1954 |
| ---- | ---- | ---- | ---- | ---- | ---- | ---- | ---- | ---- |
| 412  | 378  | 380  | 332  | 321  | 306  | 312  | 296  | 260  |

| 1962 | 1968 | 1975 | 1982 | 1990 | 1999 | 2005 | 2006 | 2010 |
| ---- | ---- | ---- | ---- | ---- | ---- | ---- | ---- | ---- |
| 235  | 232  | 226  | 203  | 162  | 138  | 144  | 142  | 139  |

| 2015 | 2020 | 2022 | - | - | - | - | - | - |
| ---- | ---- | ---- | - | - | - | - | - | - |
| 148  | 155  | 159  | - | - | - | - | - | - |

## Culture locale et patrimoine

### Lieux et monuments
- Prieuré de la Celle.
- Église Saint-Pierre-et-Saint-Paul de La Celle-sous-Gouzon.

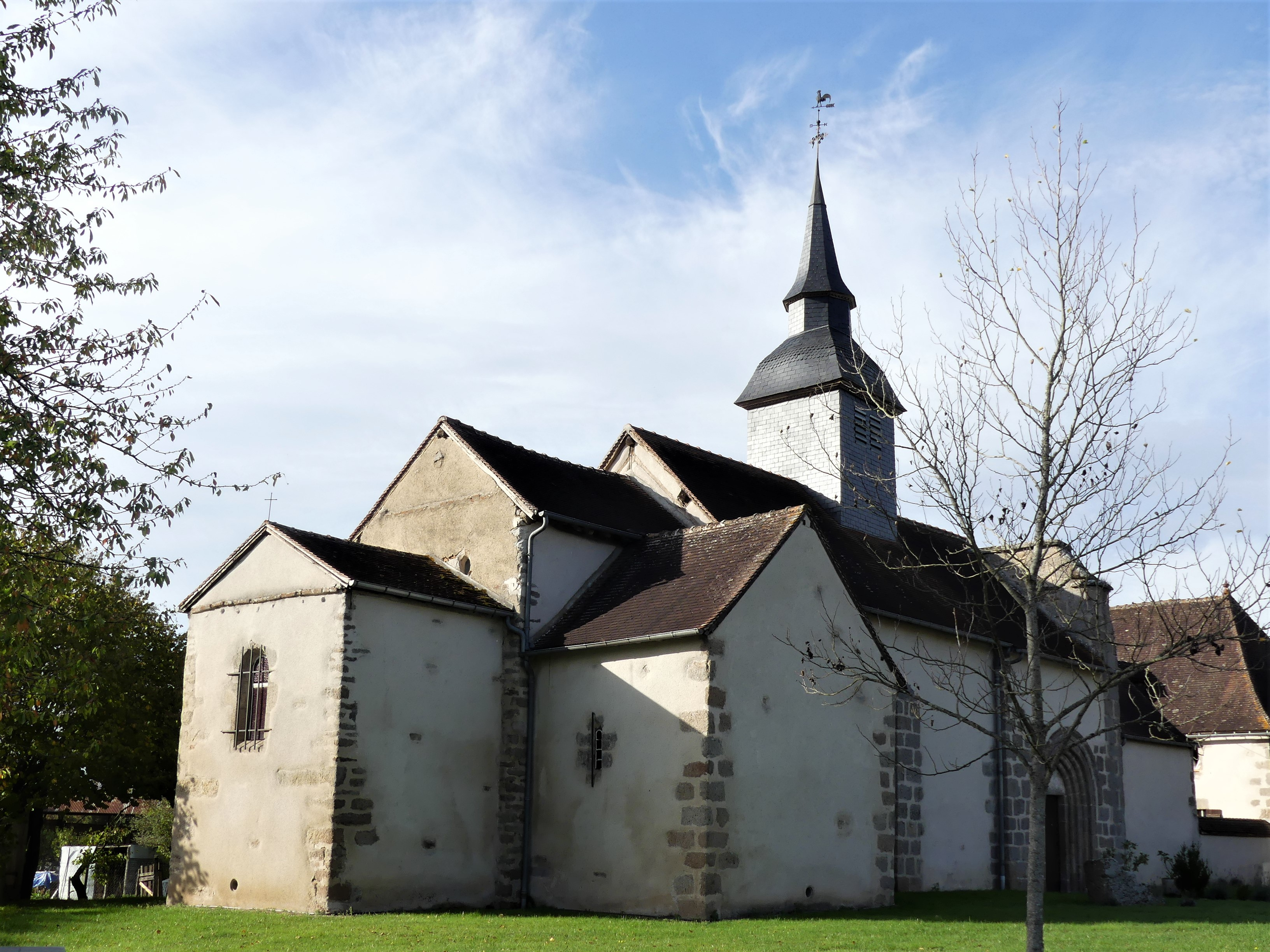
L'église Saint-Pierre-et-Saint-Paul.
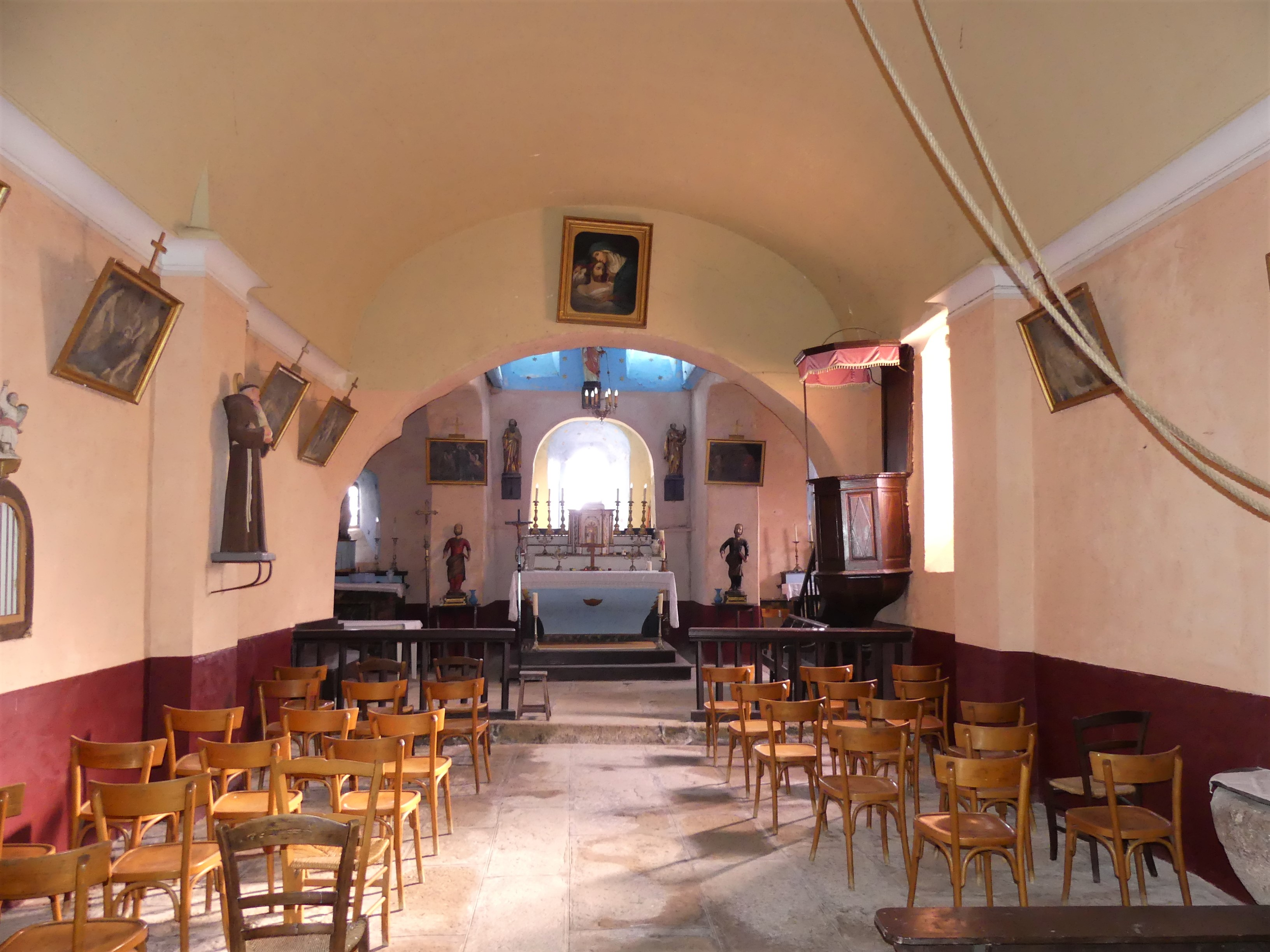
Sa nef.
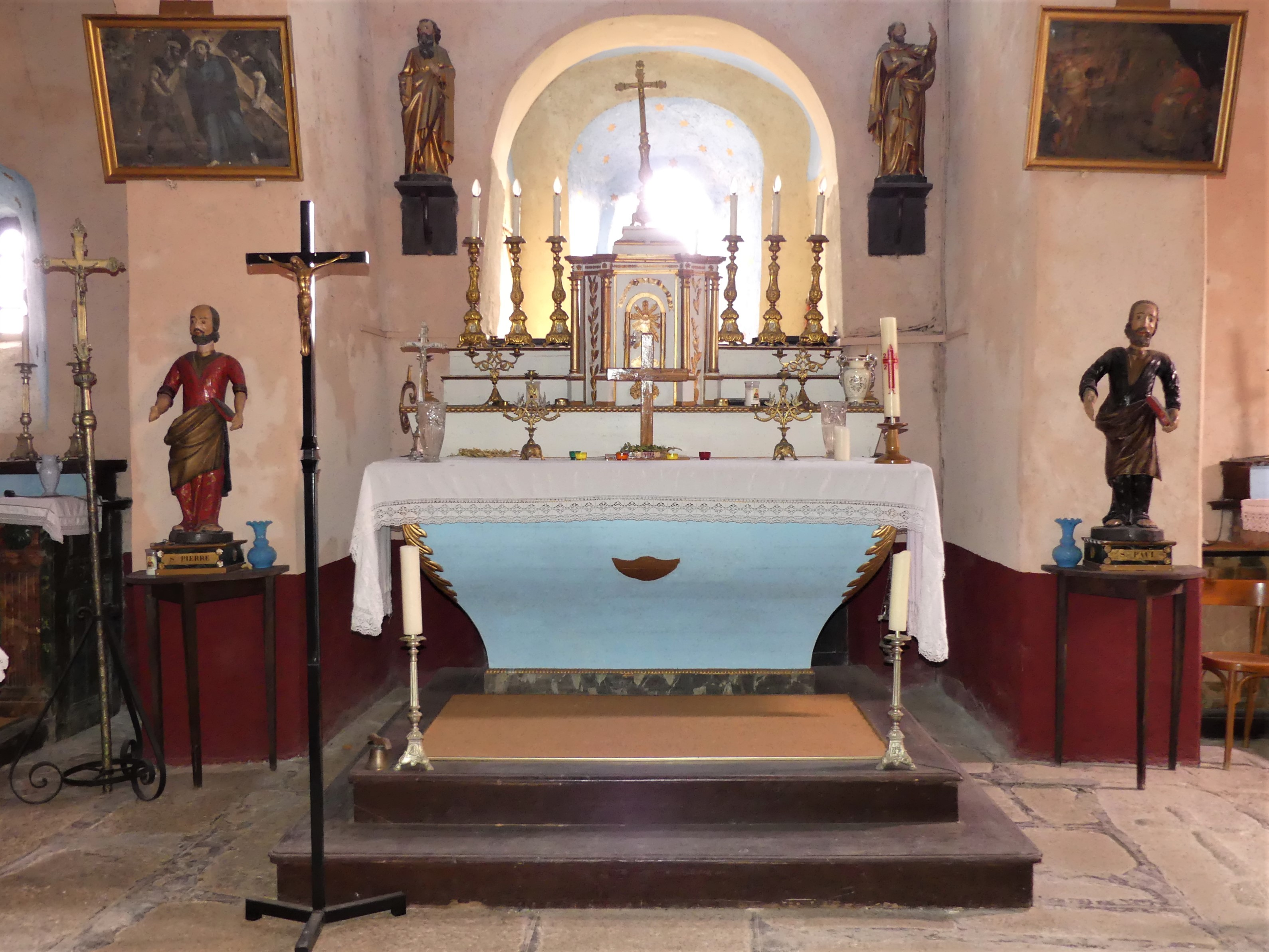
Le maître-autel.
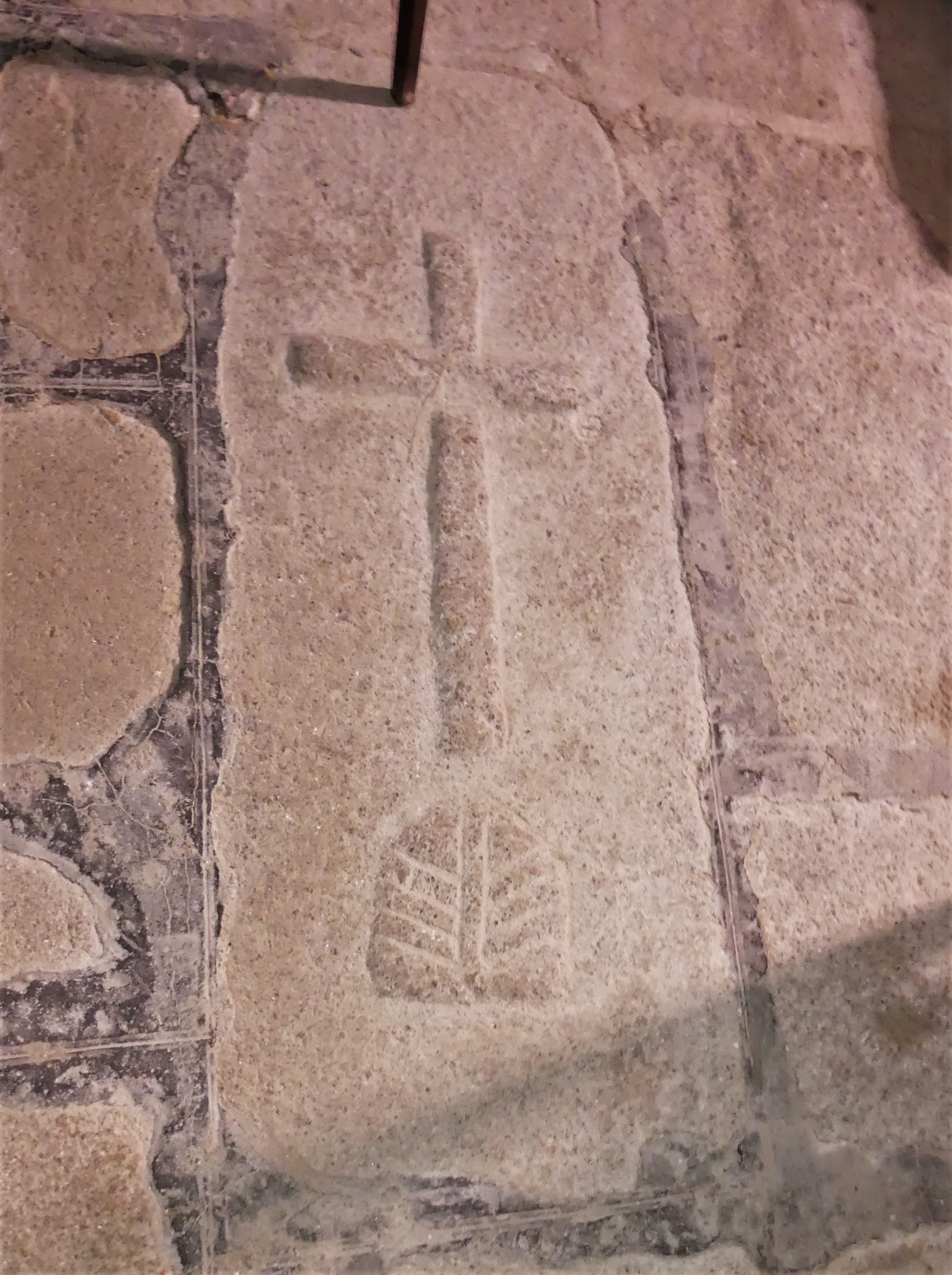
Dalle funéraire dans l'église avec armoiries de la famille du Peyroux
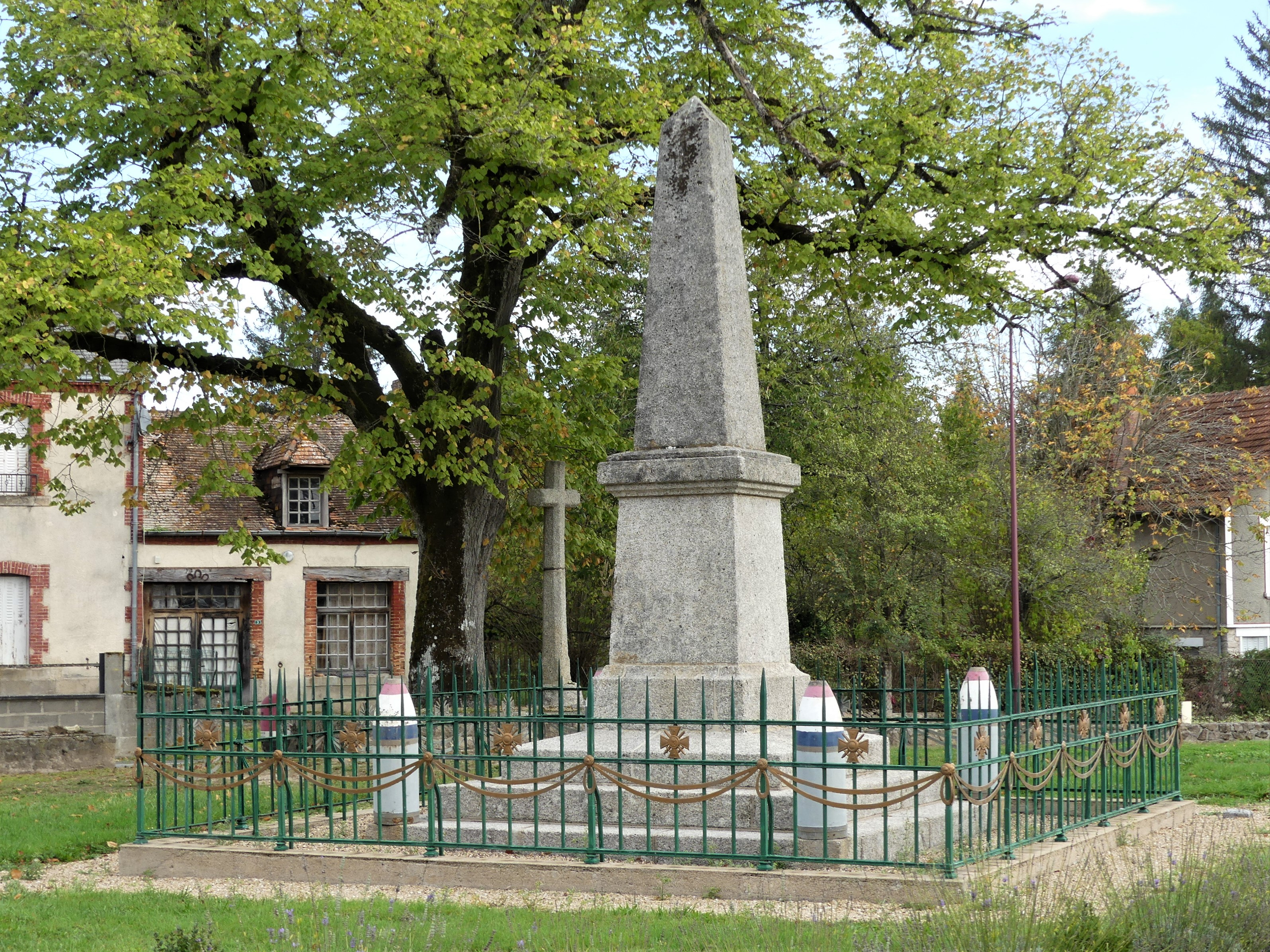
Le monument aux morts.
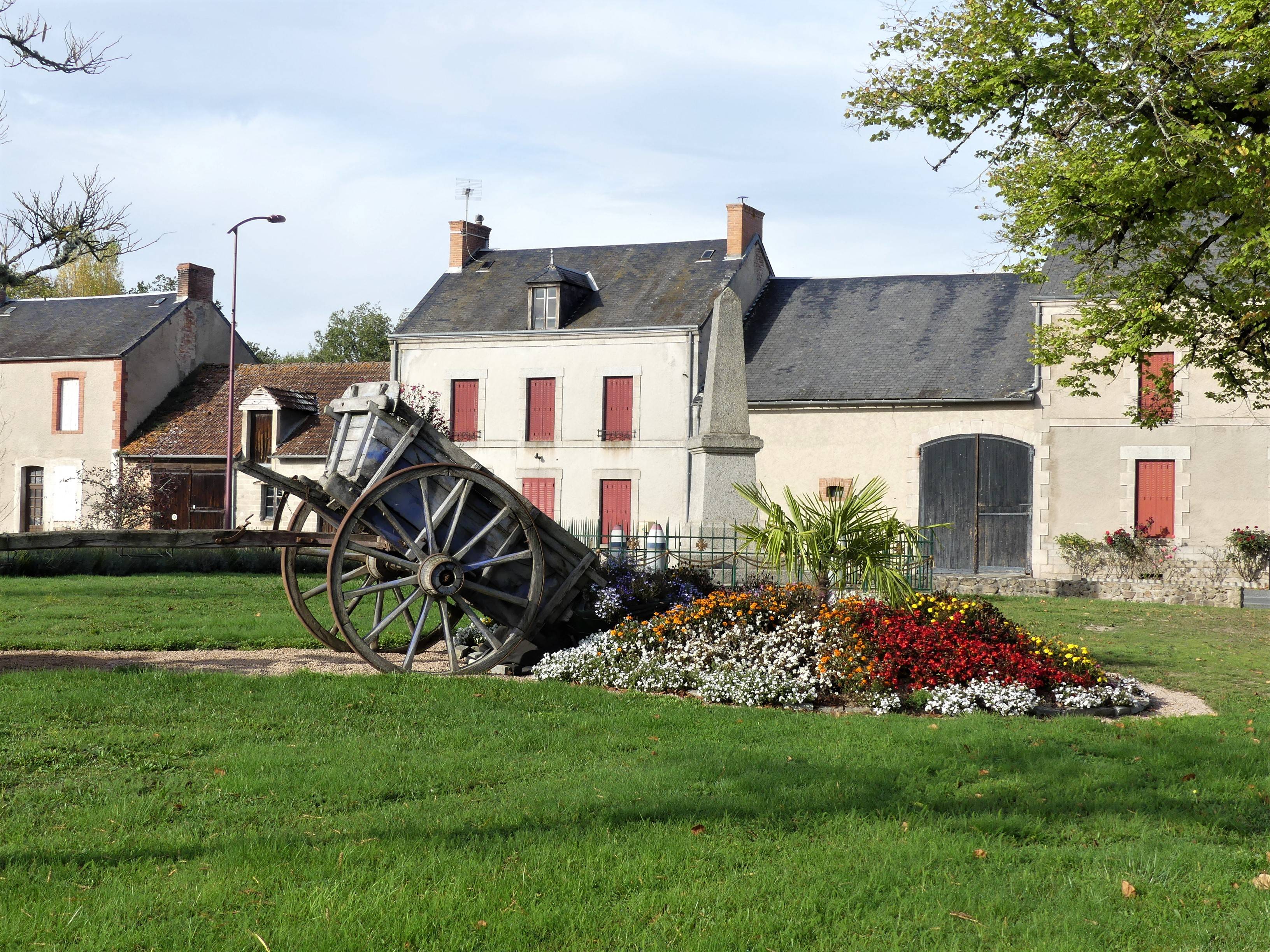
Décor fleuri au nord de l'église.